# Let's Make a Deal

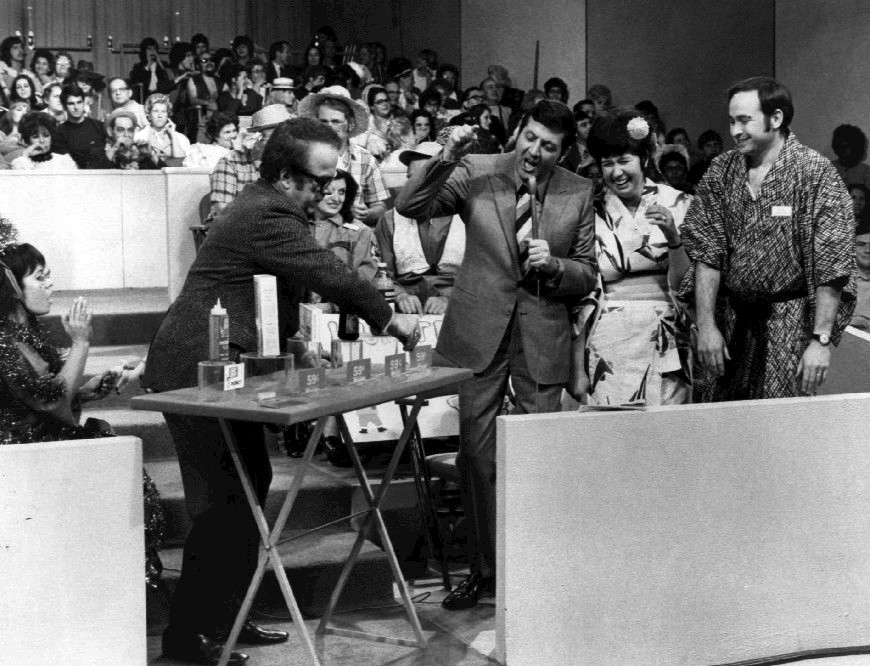
Photo publicitaire de l'émission antérieur a 1971

Let's Make a Deal est un jeu télévisé américain qui a principalement été présenté par Monty Hall. La version originale a été diffusée de 1963 à 1977, puis reprise sous d'autres formes ou avec d'autres présentateurs en 1980, 1984, 1990 et 2003. Le principe de l'émission reposait sur les deals, c’est-à-dire des confrontations des candidats avec le présentateur permettant de maximiser leurs gains. Monty Hall a également coproduit le programme avec Stefan Hatos durant les années 1960 à 1980.
Le concept du jeu était exactement le même que celui de l'adaptation française, basé sur différents défis que les candidats, choisis au hasard dans le public par le présentateur, devaient mener à bien pour remporter un prix et éventuellement le changer contre un cadeau mystère. 
La phase finale nommée Big Deal of the Day permettait durant la période « classique » de l'émission (1963-1977) de gagner des prix aux alentours de 2 000 $ à 5 000 $.

## Versions du jeu télévisé

### 1963-1977
La version originale et classique du jeu a été diffusée de 1963 à 1977. Jusqu'en 1968, elle était programmée sur NBC, puis de 1969 à 1976 sur ABC. Une version en première partie de soirée a été diffusée en 1967 sur NBC et de 1969 à 1971 sur ABC. En 1977, après l'arrêt de la version d'ABC, une version mineure a aussi été tournée à Las Vegas. Pendant cette période, le présentateur vedette était Monty Hall.

### 1980-1981
Pour la saison 1980-1981, une courte version tournée en direct et basée à Vancouver (Colombie-Britannique, Canada).

### 1984-1986
En 1984, les studios NBC à Burbank essaient de relancer avec un budget modeste le concept sous un nouveau nom : The All New Let's Make a Deal. L'émission est toujours présentée par Monty Hall, mais cette fois il est accompagné de Brian Cummings pour la saison 1 et de Dean Goss pour la saison 2.
Cette saison, qui depuis a été maintes fois rediffusée sur le câble américain, était connue pour la nouveauté nommée "porte 4". Les prix à gagner étaient plus importants, pouvant atteindre plus de 4 000 $.

### 1990-1991
En 1990, NBC tente de relancer le jeu en changeant de présentateur. Mais l'homme choisi, Bob Hilton, et le concept ne fonctionnent plus. La chaîne rappelle Monty Hall en cours de saison. Mais ni ce rappel, ni le fait que le grand prix peut atteindre plus de 20 000 $, feront remonter l'audience. L'émission était produite par les studios du parc Disney-MGM Studios d'Orlando en Floride et coproduite par Dick Clark et Ron Greenberg.

### 1994
En 1994, une version intitulée "Big Deal" a été diffusée en prime Time sur NBC. C'est cette version qui a inspiré Vincent Lagaf', avec un décor mélangeant briques rouges, grandes portes métalliques, trois écrans géants ainsi qu'un rideau à paillettes entièrement bleu à droite. Cette version a été arrêtée faute d'audiences suffisantes.

### 2003
En 2003, NBC relance le concept avec Billy Bush et Vance DeGeneres à la présentation. 5 émissions d'une heure ont été tournées mais seuls trois ont été diffusés. Encore une fois, Monty Hall a été contacté pour remplacer l'animateur. Il a ainsi tourné le dernier jeu diffusé en invitant un candidat des années 1970 qui avait à l'époque gagné trois voitures. Le montant des prix attribués (Big Deals) pouvait dépasser 60 000 $.

### 2005
Le 10 janvier 2005, une version intitulée Trato Hecho est apparue aux États-Unis sur le réseau de télévision en langue espagnole Univisión. Cette version est tournée aux Raleigh Studios à Hollywood et elle est présentée par Guillermo Huesca.

### 2009
Le 5 octobre 2009, le jeu fait son grand retour sur le réseau CBS  en daytime (à 10 h du matin) avec aux commandes Wayne Brady le présentateur de la défunte version américaine de N'oubliez pas les paroles !.

## Adaptations deLet's Make a Dealà l'étranger
- Algérie : Heyatna Wahda
- Allemagne : Geh aufs Ganze!
- Australie : Let's Make A Deal
- Espagne : Trato Hecho
- France : Le Bigdil
- Grèce : To Megalo Pazari
- Hongrie : Zsákbamacska
- Inde : Khullja Sim Sim
- Indonésie : Super Deal 2 Milyar ou Super Deal
- Italie : Facciamo un affare
- Mexique : Trato Hecho
- Portugal : Negócio Fechado
- Turquie : Sec Bakalim
- Liban : Ossa Kbiré